# Élections municipales de 1965 dans les Côtes-du-Nord
Les élections municipales dans les Côtes-du-Nord ont eu lieu les 14 et 21 mars 1965.

## Maires sortants et maires élus
| Commune              | Population | Maire sortant            | Parti | Parti   | Maire élu                | Parti | Parti   |
| -------------------- | ---------- | ------------------------ | ----- | ------- | ------------------------ | ----- | ------- |
| Bégard               | 4 719      | François Clec'h          |       | PSU     | François Clec'h          |       | PSU     |
| Bourbriac            | 2 837      | Jean-Michel Martin       |       | Rad.    | Jean-Michel Martin       |       | Rad.    |
| Callac               | 3 002      | Jean Auffret             |       | Rad.    | Louis Raoul              |       | PCF     |
| Dinan                | 12 847     | André Aubert             |       | DVD     | Yves Blanchot            |       | DVD     |
| Erquy                | 3 022      | André Cornu              |       | Rad.    | André Cornu              |       | Rad.    |
| Guingamp             | 8 912      | Édouard Ollivro          |       | Centr.  | Édouard Ollivro          |       | Centr.  |
| Lamballe             | 5 069      | Pierre Lanoë             |       | PSU     | Pierre Lanoë             |       | PSU     |
| Langueux             | 2 584      | François Gouëlo          |       | SFIO    | Eugène Guéno             |       | PSU     |
| Lannion              | 9 479      | Henri Blandin            |       | UNR-UDT | Henri Blandin            |       | UNR-UDT |
| Loudéac              | 5 925      | Pierre Étienne           |       | DVD     | Pierre Étienne           |       | DVD     |
| Merdrignac           | 2 593      | Joseph Gaborel           |       | DVD     | Joseph Gaborel           |       | DVD     |
| Paimpol              | 7 713      | Max Querrien             |       | DVG     | Max Querrien             |       | DVG     |
| Penvénan             | 2 551      | Yves Nicolas             |       |         | Yves Nicolas             |       |         |
| Perros-Guirec        | 6 020      | Yves Le Paranthoën       |       | Centr.  | Yves Le Paranthoën       |       | Centr.  |
| Plédran              | 2 649      | François Le Bellégo      |       |         | François Le Bellégo      |       |         |
| Plémet               | 2 969      | Louis Piton              |       | DVD     | Louis Piton              |       | DVD     |
| Plénée-Jugon         | 2 561      | Jean Colas               |       |         | Jean Colas               |       |         |
| Pléneuf-Val-André    | 3 522      | Guillaume Guédo          |       | DVD     | Guillaume Guédo          |       | DVD     |
| Plérin               | 7 623      | Louis Guéna              |       | DVD     | Louis Guéna              |       | DVD     |
| Plestin-les-Grèves   | 2 794      | François Alès            |       | Centr.  | François Alès            |       | Centr.  |
| Pleubian             | 3 523      | François Marjou          |       | SFIO    | François Marjou          |       | SFIO    |
| Pleudihen            | 2 580      | Jacques Prioul           |       |         | Jacques Prioul           |       |         |
| Pleumeur-Bodou       | 2 545      | Louis Potin              |       |         | Louis Potin              |       |         |
| Ploeuc-sur-Lié       | 2 960      | Louis Morel              |       | PSU     | Louis Morel              |       | PSU     |
| Ploubazlanec         | 3 724      | Marcel Le Guyader        |       | PSU     | Marcel Le Guyader        |       | PSU     |
| Plouézec             | 3 643      | André Le Balc'h          |       | DVD     | André Le Balc'h          |       | DVD     |
| Ploufragan           | 4 022      | Marcel Cosson            |       | DVD     | Marcel Cosson            |       | DVD     |
| Plouguernével        | 2 653      | Henri Prigent            |       |         | Louis Le Dily            |       |         |
| Plouha               | 4 365      | Roger Le Puluard         |       | PCF     | Roger Le Puluard         |       | PCF     |
| Ploumagoar           | 2 604      | Louis Kéromest           |       | PSU     | Louis Kéromest           |       | PSU     |
| Pordic               | 3 043      | Gabriel Guégan           |       |         | Gabriel Guégan           |       |         |
| Quintin              | 2 593      | Jean Frottier de Bagneux |       | RI      | Jean Frottier de Bagneux |       | RI      |
| Saint-Brieuc         | 43 142     | Édouard Prigent          |       | PCF     | Yves Le Foll             |       | PSU     |
| Saint-Quay-Portrieux | 3 402      | Édouard Étienne          |       |         | Robert Richet            |       | UNR-UDT |
| Tréguier             | 2 885      | Joseph Nicolas           |       |         | Joseph Nicolas           |       |         |